# Алхан-Юртовское нефтепромышленное общество
Алхан-Юртовское нефтепромышленное общество — компания была основана 16 ноября 1902 года. Учреждена с целью освоения нефтяных промыслов на участках принадлежащих И. А. Корякину в Грозненском нефтяном районе.

## История
Алхан-Юртовское нефтепромышленное общество было основано в городе Санкт-Петербурге объединением Петроградских предпринимателей. Общество располагалось в Терской области, в Кизлярском отделе, в пределах станицы Ермоловской участки под № 4, 7 и 8 на землях, бывших купца Багданова арендованных у Терского областного правления. На участке этой компании находилась самая важная скважина, которая дала нефтяной фонтан и положила начало промышленной разработке Грозненского нефтяного месторождения. Основные направления компании включали в себя добычу и переработку полезных ископаемых, а также ведения деятельности и в других нефтеносных районах Российской империи, транспортировка и торговля нефтепродуктами.
В 1902 году основной капитал товарищества составлял 3 млн руб, позже уменьшен до 800.000р. Акции — 3.200 акции именных на предъявителя по 250 рублей с купонами на 10 лет. Пайщиками компании были известные Шведские нефтепромышленники Братья Нобель. В 1906 году «Алхан-Юртовское общество» перешло к компании «М. А. Мареш», которую, в свою очередь, в мае 1907 года поглотила немецкая компания «Шпис».

### Состав правления
- П. Ф. Сумароков-Эльстон;
- З. А. Бат;
- Л. Велитченко;
- И. А. Корякин;
- А. Н. Левин[10].